# Zentralthailand

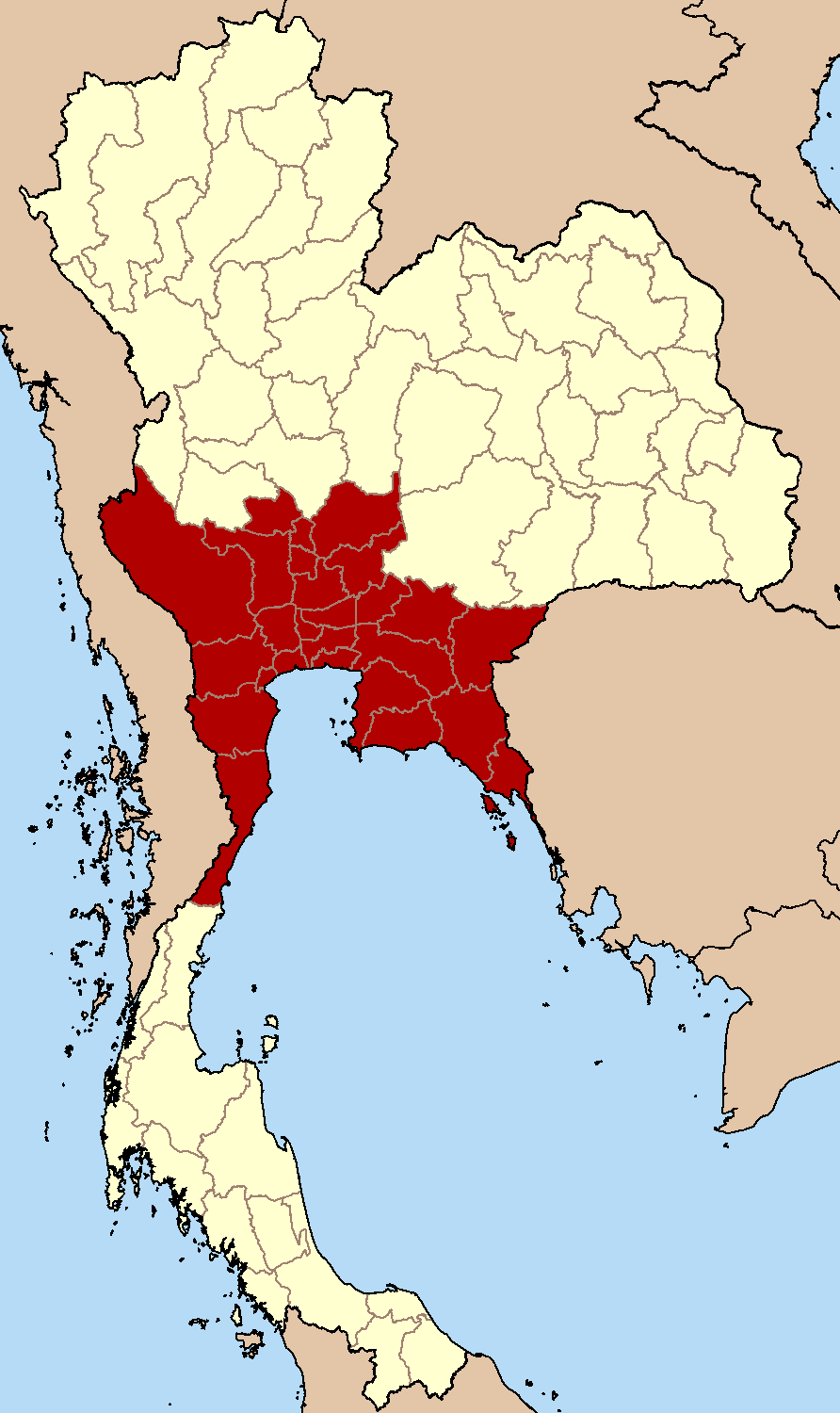
Zentralthailand nach dem Vier-Regionen-Modell

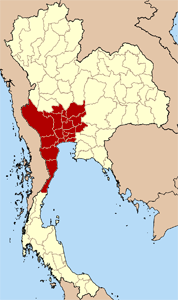
Zentralthailand nach dem Fünf-Regionen-Modell

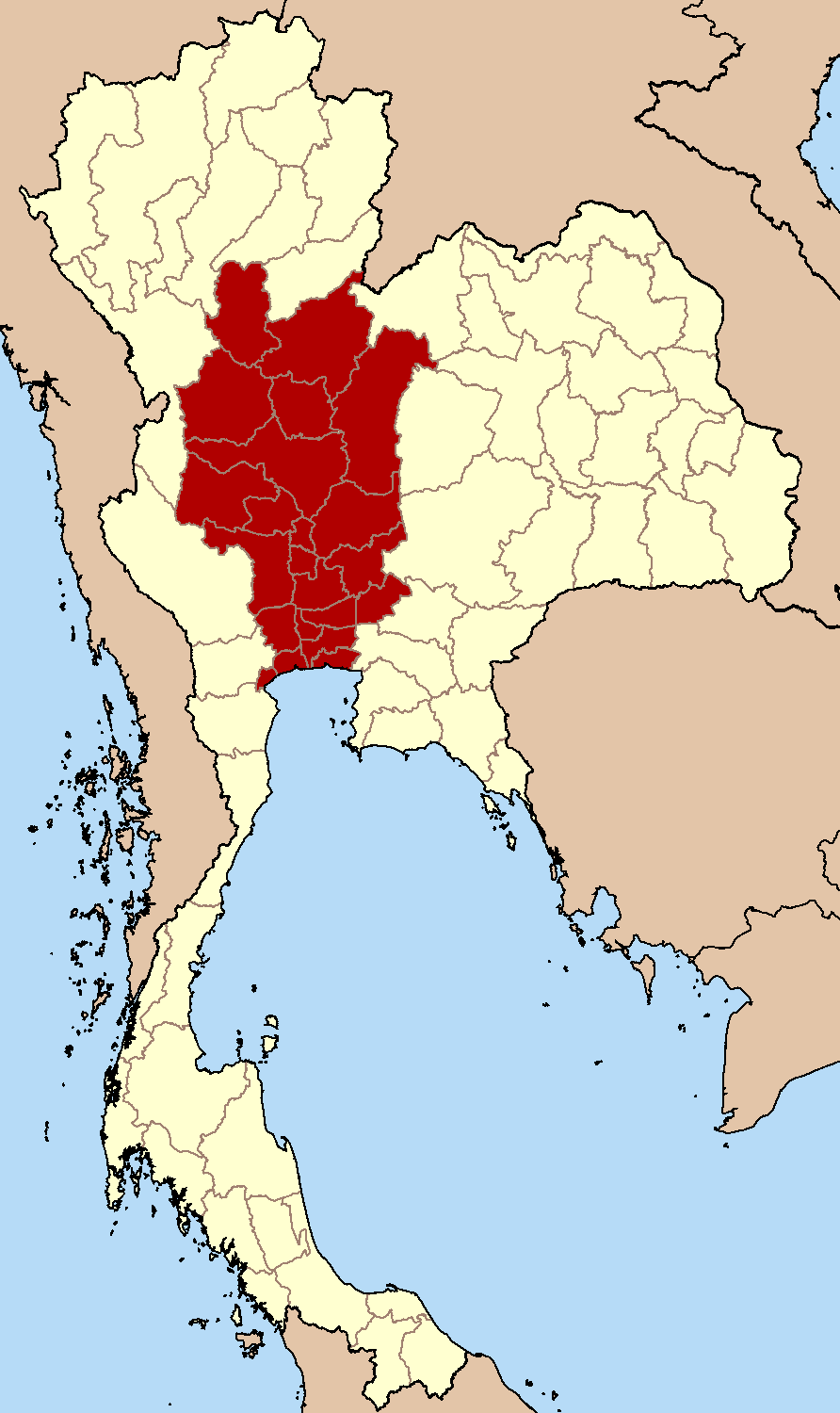
Zentralthailand nach dem Sechs-Regionen-Modell

Zentralthailand (thailändisch ภาคกลาง, RTGS Phak Klang, ausgesprochen: [pʰâːk klaːŋ]) ist eine Region in Thailand, die durch das Becken des Mae Nam Chao Phraya (Chao-Phraya-Fluss) bestimmt wird. Der Chao Phraya wird durch den Zusammenfluss der Flüsse Mae Nam Nan (Nan-Fluss), Mae Nam Ping (Ping-Fluss), Mae Nam Wang (Wang-Fluss) und Mae Nam Yom (Yom-Fluss) bei Nakhon Sawan gebildet, in Nakhon Sawan befindet sich auch die angenommene Grenze zum Norden. Nach Süden hin reicht die Zentralregion bis zur Provinz Prachuap Khiri Khan auf der Malaiischen Halbinsel. Hier bildet Thailand nur einen schmalen Landstreifen zwischen Birma und dem Golf von Thailand.
Nach Nordosten hin wird die Region von den Phetchabun-Bergen begrenzt, von wo aus dann die Khorat-Hochebene beginnt. Im Westen bildet die Grenze zu Myanmar das zerklüftete Tenasserim-Gebirge.
Nach Norden geht Zentral-Thailand allmählich in eine immer hügeliger werdende Landschaft über. Von Zentralthailand aus bestimmte über 400 Jahre das Königreich Ayutthaya die Geschicke Siams. Auch heute noch ist in der Region die politische und wirtschaftliche Macht konzentriert. Kaum verwunderlich ist es also, dass die Zentralregion reich an historischen Stätten ist. Neben den zahlreichen wichtigen Bauwerken in der heutigen Hauptstadt Bangkok und der wieder erstandenen alten Hauptstadt Ayutthaya sind dies Lop Buri und Nakhon Pathom.
Die thailändische Standardsprache basiert auf den Dialekten der Zentralregion. In den anderen Großregionen werden teilweise deutlich davon abweichende Varietäten gesprochen. Der Versuch, die Kultur und Lebensweise der ethnischen Minderheiten und regionalen Gruppen an den Peripherien Thailands an die der Zentralregion anzugleichen, wird als Thaiisierung bezeichnet.

## Verwaltung
Zentralthailand – zusammen mit dem Osten, der nicht immer getrennt behandelt wird – ist in 26 Provinzen (Changwat) gegliedert. Insbesondere für statistische Übersichten ist die Region weiter in vier Gruppen eingeteilt:
- Bangkok und Nachbarprovinzen: Bangkok, Nakhon Pathom, Nonthaburi, Pathum Thani, Samut Prakan, Samut Sakhon
- Untere Zentralregion: Ang Thong, Ayutthaya, Chai Nat, Lop Buri, Saraburi, Sing Buri
- Westregion: Kanchanaburi, Phetchaburi, Prachuap Khiri Khan, Ratchaburi, Samut Songkhram, Suphan Buri
- Ostregion: Chachoengsao, Chanthaburi, Chonburi, Nakhon Nayok, Rayong, Prachin Buri, Sa Kaeo, Trat

Die Ostregion wird oft als eigenständige Region verzeichnet, doch wechseln die darin aufgenommenen Provinzen derart, dass man keine einheitliche Linie erkennen kann. Es handelt sich dabei auch um keine verwaltungstechnische, sondern mehr um eine geographische und statistische Klassifizierung.
Nach dem Sechs-Regionen-Modell, wie es der Nationale Geographische Ausschuss verwendet, gehören die Ost- und die Westregion nicht zu Zentralthailand, dafür aber sieben Provinzen des unteren Nordens (Kamphaeng Phet, Nakhon Sawan, Phetchabun, Phichit, Phitsanulok, Sukhothai, Uthai Thani). Auch historisch-kulturell gehören diese Gebiete eher zu Zentral- als zu Nordthailand, da sie nie zum nordthailändischen Königreich Lan Na, sondern zu den siamesischen Königreichen Sukhothai bzw. Ayutthaya gehörten und hier zentralthailändische Dialekte gesprochen werden und nicht das nordthailändische Kham Müang.

## Wirtschaft
Die zentral gelegene und die Ostregion sind reich an landwirtschaftlichen Erzeugnissen, wie zum Beispiel Reis, Zuckerrohr, Tapioka, Gummi und den verschiedensten Sorten von Früchten. Der Chao Phraya bewässert die zentrale Tiefebene, die eine der wichtigsten Reisanbaugebiete weltweit darstellt, und speist ein weit verzweigtes Netz von Kanälen. Früher war das Kanalnetz nicht nur für die Bewässerung, sondern auch für den Transport vorgesehen. Diese Funktion ist heute nicht mehr nötig.
Insbesondere im Osten spielt auch die Viehzucht und der Fischfang eine Rolle. Die östlichen Provinzen sind auch reich an natürlichen Erdgasvorkommen, so dass die thailändische Regierung in den neunziger Jahren beschloss, hier ein regionales Wachstumszentrum einzurichten. Dafür wurde das so genannte Eastern Seaboard Development Program ins Leben gerufen, das einerseits außenhandelsorientierte Unternehmen und ebenso die petrochemische Industrie anziehen sollte. Hierzu wurden zwei größere Hafenkomplexe bei Laem Chabang, nahe Si Racha (Provinz Chonburi), und bei Map Ta Phut (Provinz Rayong) gebaut. Laem Chabang ist vor allem für Leichtindustrie geeignet, während Mapthaphut für die chemische Industrie vorgesehen ist.